# Gustav Ludvig Wad
Gustav Ludvig Wad (født 28. august 1854 i Seden, død 28. september 1929 i Odense) var en dansk arkivar og personalhistoriker.
G.L. Wad var søn af Matthias Wad (1816-1897) og Marie Elisabeth Fistaine (1824-1875), han blev opkaldt efter sin moders morfader, Gustav Ludvig Baden. Han blev født i Seden hvor faderen var præst. Blev student fra Herlufsholm i 1872, cand.polit. 1877, assistent i Postinspektoratet for Østifterne 1878, i overbestyrelsen for Post- og Telegrafvæsenet 1879 og sekretær hos overpostmesteren 1881. Fra denne stilling trådte han over i arkivvæsenet,idet han 1. april 1893 udnævntes til provinsarkivar ved det da nyoprettede Provinsarkiv for Fyn. Han var desuden landsarkivar 1907—24.
Wad var kun 21 år gammel, da han første gang optrådte som personalhistorisk forfatter, idet han 1875 sammen med overlærer Albert Emil Leth udgav Meddelelser om dimitterede fra Herlufsholm, til hvilket arbejde han leverede en fortsættelse i Herlufsholms Skoles program for 1882. I mellemtiden havde han 1878 udgivet Meddelelser om Rektorerne paa Herlufsholm og 1881 det smukke Mindeskrift over Eggert Christopher von Knuth og Søster Lerche.
1883 overtog han redaktørstillingen ved Personalhistorisk Tidsskrift, som han fratrådte 1890, og fra 1885 til sin forflyttelse til Odense 1893 var han redaktør af Statshaandbogen. 
1888  udkom det af ham på foranledning af kurator for Vallø Stift udarbejdede pragtværk Mindeskrift i Anledning af 150 Aars Dagen for Oprettelsen af det adelige Stift Vallø og 1893 udgaven af Herluf Trolles og Birgitte Gjøes breve. Han har desuden udgivet Fra Fyens Fortid I-IV (1916-24) og forskellige tidsskriftafhandlinger samt et meget betydeligt antal artikler i 1. udgave af Dansk biografisk Leksikon.
Hans litterære arbejder bærer præg af omhu, nøje kendskab til kilderne og ikke mindst en vis gammeldags og fornem kultur, der giver sig udslag i et gennemarbejdet, udsøgt sprog. Som nidkær arkivchef vandt han almindelig anerkendelse.
Han blev medlem af Det kongelige danske Selskab for Fædrelandets Historie den 13. marts 1908. Han blev æresmedlem af Samfundet for dansk Genealogi og Personalhistorie 1929, Ridder af Dannebrog 1908 og Dannebrogsmand 1918.
29. juni 1883 ægtede han Edle Sophie Hedevig d'Origny (født 5. juni 1856), datter af toldforvalter, kaptajn Frederik Julius d'Origny og dennes 2. hustru, Edle Johanne Sophie Rasmine, født Cederfeld de Simonsen.